# GE BB40-9M
As GE BB40-9M são locomotivas diesel-elétricas que foram compradas pela Estrada de Ferro Vitória a Minas em 1995. São muito similares a antecessora GE BB40-8M, tanto em cabine, estrutura e truques ferroviários, que também são de oito eixos. Tem como diferença visível as aberturas das grades laterais de refrigeração na parte traseira da locomotiva, sendo um pouco difícil diferenciar os dois modelos.
Foram fabricadas pela GEVISA em 1995 e modernizadas pela Wabtec no Brasil.